# Tshepo Motlhabankwe
Tshepo Motlhabankwe (ur. 17 marca 1980 w Lobatse) – botswański piłkarz grający na pozycji prawego obrońcy.

## Kariera klubowa
Motlhabankwe jest wychowankiem klubu Southern Pirates SC. Zadebiutował w nim 2000 roku. W 2001 roku odszedł do Extension Gunners FC, a w 2006 roku został zawodnikiem klubu Mochudi Centre Chiefs SC. W 2008 roku wywalczył z nim mistrzostwo Botswany oraz zdobył Puchar Botswany. W sezonach 2011/2012 i 2012/2013 ponownie został mistrzem kraju. W sezonie 2014/2015 grał w BMC Lobatse. W 2015 roku został piłkarzem Township Rollers. W sezonach 2016/2017, 2017/2018 i 2018/2019 trzykrotnie z rzędu wywalczył z nim mistrzostwo kraju. W 2019 zakończył w nim swoją karierę.

## Kariera reprezentacyjna
W reprezentacji Botswany Motlhabankwe zadebiutował 16 maja 2003 roku w wygranym 2:1 towarzyskim meczu z Lesotho. W 2012 roku został powołany do kadry na Puchar Narodów Afryki 2012. Od 2003 do 2013 wystąpił w niej 73 razy i strzelił 2 gole.